# U23-Leichtathletik-Länderkampf der Männer 1989 Frankreich – BR Deutschland – Spanien
| 9. Leichtathletik-Länderkampf mit bundesdeutscher Beteiligung 1989 | 9. Leichtathletik-Länderkampf mit bundesdeutscher Beteiligung 1989 |
| ------------------------------------------------------------------ | ------------------------------------------------------------------ |
|                                                                    |                                                                    |
| U23-Vergleich der Männer Frankreich – BR Deutschland – Spanien     |                                                                    |
| Austragungsort                                                     | Nizza                                                              |
| Wettbewerbe                                                        | 21                                                                 |
| Datum                                                              | 26. August                                                         |
| 1. FRA 2. FRG 3. ESP                                               | 191 Punkte 149 Punkte 103 Punkte                                   |
| Chronik                                                            |                                                                    |
| ← FRG-KEN Läufer (M)                                               | FRA-FRG-ESP U23 (F) →                                              |

Im neunten Vergleich des Länderkampfjahres 1989 kam es zu einer U23-Begegnung der Männer zwischen Frankreich, der Bundesrepublik Deutschland und Spanien. Austragungsort war am 26. August die an der Côte d’Azur gelegene Stadt Nizza.
In den vergangenen Jahren hatte es immer wieder Länderkämpfe gegeben, die zur Förderung des Nachwuchses konzipiert waren. Die dabei festgelegten Altersgruppen waren unterschiedlich, im vergangenen Jahr waren Athleten aus dem Bereich U23 zugelassen, davor waren Veranstaltungen für U22-Athleten ausgeschrieben.
Auch die weiblichen Nachwuchsathletinnen bestritten parallel am selben Ort einen Länderkampf gegen dieselben Länder.

## Modus
Auf dem Programm stand neben den bei Männerländerkämpfen üblichen zwanzig Disziplinen noch ein 10.000-m-Bahngehen. Die beiden Bahnlangstreckenläufe über 5000 und 10.000 Meter wurden verkürzt über 3000 und 5000 Meter ausgetragen. Aus dem olympischen Wettbewerbskatalog fehlten nur der 10.000-Meter-Lauf, der Marathonlauf, das 50-km-Gehen sowie der Zehnkampf. Jede Mannschaft stellte zwei Teilnehmer pro Disziplin. Die Punkte wurden nach folgenden Regeln vergeben: 1. Platz: 7 P / 2. Pl.: 5 P / 3. Pl.: 4 P / 4. Pl.: 3 P / ….

## Ergebnis
Das dominante Team in dieser Begegnung war Frankreich. In den Einzelläufen entschieden die französischen Sportler sechs Wettbewerbe für sich, die spanischen und bundesdeutschen Vertreter kamen hier auf je zwei Erfolge. Die kürzere der beiden Staffeln gewann Frankreich, die längere Deutschland. Im Gehen lagen die Spanier klar vorn. Im Bereich Sprung hatten die bundesdeutschen Athleten die besten Hochspringer, die anderen drei Disziplinen verbuchte Frankreich auf seinem Konto. In der Kategorie Wurf/Stoß siegten die Bundesrepublik und Frankreich je zweimal. So gewannen die französischen Nachwuchssportler den Länderkampf mit 191 Punkten. Dahinter belegten die bundesdeutschen Leichtathleten mit 149 Punkten den zweiten Platz. Spanien wurde mit 103 Punkten Dritter.

## Legende
Kurze Übersicht zur Bedeutung der Symbolik – so üblicherweise auch in sonstigen Veröffentlichungen verwendet:
| DNF | nicht im Ziel (did not finish) |

## Resultate

### 100 m
| Platz | Athlet                 | Land | Zeit (s) |
| ----- | ---------------------- | ---- | -------- |
| 1     | Alain Mazella          | FRA  | 10,63    |
| 2     | Éric Perrot            | FRA  | 10,64    |
| 3     | Roger Schulz           | FRG  | 10,92    |
| 4     | Augusto Llanos Frazola | ESP  | 11,03    |
| 5     | Stefan Schütz          | FRG  | 11,05    |
| 6     | Francisco Samaniego    | ESP  | 11,05    |

Wind: −0,61 m/s

### 200 m
| Platz | Athlet                    | Land | Zeit (s) |
| ----- | ------------------------- | ---- | -------- |
| 1     | Alain Mazella             | FRA  | 20,99    |
| 2     | Edgar Itt                 | FRG  | 21,19    |
| 3     | Holger Lutz               | FRG  | 21,44    |
| 4     | Alain Jellade             | FRA  | 21,53    |
| 5     | Juan Jose Trapero Hidalgo | ESP  | 22.21    |
| 6     | Javier Lezamit            | ESP  | 22.42    |

Wind: +1,42 m/s

### 400 m
| Platz | Athlet                     | Land | Zeit (s) |
| ----- | -------------------------- | ---- | -------- |
| 1     | Ulrich Schlepütz           | FRG  | 46,21    |
| 2     | Jean-Claude Lauret         | FRA  | 46,53    |
| 3     | Olivier Noirot             | FRA  | 46,93    |
| 4     | Bodo Kühn                  | FRG  | 47,16    |
| 5     | Jose Luis Palactos Callejo | ESP  | 47,66    |
| 6     | Luis Cumella               | ESP  | 48,15    |

### 800 m
| Platz | Athlet                   | Land | Zeit (min) |
| ----- | ------------------------ | ---- | ---------- |
| 1     | Jean-Christophe Vialette | FRA  | 1:48,77    |
| 2     | Frédéric Cornette        | FRA  | 1:49,28    |
| 3     | Torsten Kallweit         | FRG  | 1:49,45    |
| 4     | Dietmar Stephan          | FRG  | 1:49,54    |
| 5     | Isaac Viciosa            | ESP  | 1:49,54    |
| 6     | Luis Gonzales Fanegas    | ESP  | 1:52,69    |

### 1500 m
| Platz | Athlet                 | Land | Zeit (min) |
| ----- | ---------------------- | ---- | ---------- |
| 1     | Fermín Cacho           | ESP  | 3:49,61    |
| 2     | Guy Nunige             | FRA  | 3:50,29    |
| 3     | Victor Rojas Fernández | ESP  | 3:50,30    |
| 4     | Christoph Meyer        | FRG  | 3:50,54    |
| 5     | Thomas Kreutz          | FRG  | 3:51,64    |
| 6     | Christian Grunder      | FRA  | 3:51,95    |

### 3000 m
| Platz | Athlet               | Land | Zeit (min) |
| ----- | -------------------- | ---- | ---------- |
| 1     | Éric Dubus           | FRA  | 8:08,61    |
| 2     | Kamel Bouhaloufa     | FRA  | 8:11,44    |
| 3     | Markus Neukirch      | FRG  | 8:12,36    |
| 4     | Jose Perez Mosquera  | ESP  | 8:12,62    |
| 5     | Juan Viudes S ánchez | ESP  | 8:21,22    |
| 6     | Michael Fietz        | FRG  | 8:25,49    |

### 5000 m
| Platz | Athlet                   | Land | Zeit (min) |
| ----- | ------------------------ | ---- | ---------- |
| 1     | Amar Benaceur            | FRA  | 13:58,58   |
| 2     | Éric Dura                | FRA  | 14:08,59   |
| 3     | Jesus Gonzales Margaride | ESP  | 14:17,60   |
| 4     | Carlos Adán Arias        | ESP  | 14:17,61   |
| 5     | Alex Wehmeier            | FRG  | 14:38,87   |
| 6     | Matthias Rüdiger         | FRG  | 15:01,18   |

### 110 m Hürden
| Platz | Athlet               | Land | Zeit (s) |
| ----- | -------------------- | ---- | -------- |
| 1     | Vicent Clarice       | FRA  | 14,23    |
| 2     | Helge Bormann        | FRG  | 14,49    |
| 3     | Luc Anceaux          | FRA  | 14,52    |
| 4     | Daniel Bonet López   | ESP  | 14,75    |
| 5     | Frank Wilke          | FRG  | 14,76    |
| DNF   | Pablo Martin Zaforas | ESP  |          |

Wind: −0,43 m/s

### 400 m Hürden
| Platz | Athlet                     | Land | Zeit (s) |
| ----- | -------------------------- | ---- | -------- |
| 1     | Olaf Hense                 | FRG  | 50,21    |
| 2     | Sylvain Moreau             | FRA  | 50,44    |
| 3     | Pedro Fernandez Trasobares | ESP  | 52,02    |
| 4     | Pascal Maran               | FRA  | 52,30    |
| 5     | Rainer Siebold             | FRG  | 52.35    |
| 6     | David Sanahuja Llort       | ESP  | 54,06    |

### 3000 m Hindernis
| Platz | Athlet                      | Land | Zeit (min) |
| ----- | --------------------------- | ---- | ---------- |
| 1     | Fernando Sinovas Villamanja | ESP  | 8:42,20    |
| 2     | Martin Strege               | FRG  | 8:45,99    |
| 3     | Antonio Peula               | ESP  | 8:51,64    |
| 4     | Armin Krebs                 | FRG  | 8:52,40    |
| 5     | Guito Cesar                 | FRA  | 8:59.86    |
| 6     | Dominique Siriex            | FRA  | 9:01,94    |

### 4 × 100 m Staffel
| Platz | Besetzung      | Land                                                         | Zeit (s) |
| ----- | -------------- | ------------------------------------------------------------ | -------- |
| 1     | Frankreich     | Ernest Bansah Alain Jellade Éric Perrot Alain Mazella        | 40,04    |
| 2     | BR Deutschland | Stefan Schütz Holger Lutz Michael Schwab Björn Sinnhuber     | 40,21    |
| 3     | Spanien        | Fransisco Samaniego Augusto Llanos Frazola Juan Trapero Vigo | 40,76    |

### 4 × 400 m Staffel
| Platz | Besetzung      | Land                                                                     | Zeit (min) |
| ----- | -------------- | ------------------------------------------------------------------------ | ---------- |
| 1     | BR Deutschland | Rainer Wohlmuth Olaf Hense Thomas Fobbe Volker Höschele                  | 3:05,98    |
| 2     | Frankreich     | Jacques Farraudière Jean-Claude Lauret Gauthier Blanquart Olivier Noirot | 3:06.36    |
| 3     | Spanien        | Gendra Luis Cumella Luque Javier Lezamit                                 | 3:13,90    |

### 10.000 m Gehen
| Platz | Athlet                | Land | Zeit (min) |
| ----- | --------------------- | ---- | ---------- |
| 1     | Javier Castro Sánchez | ESP  | 42:30,7    |
| 2     | Jaime Barroso         | ESP  | 42:46,0    |
| 3     | Denis Langlois        | FRA  | 43:00,2    |
| 4     | Andreas Luttmann      | FRG  | 43:09,3    |
| 5     | Christian Couturier   | FRA  | 43:25,8    |
| 6     | Stefan Krausch        | FRG  | 43:47,9    |

### Hochsprung
| Platz | Athlet                | Land | Höhe (m) |
| ----- | --------------------- | ---- | -------- |
| 1     | Ralf Sonn             | FRG  | 2,32     |
| 2     | Xavier Robulard       | FRA  | 2,14     |
| 3     | Wolf-Hendrik Beyer    | FRG  | 2,10     |
| 4     | François Jacaria      | FRA  | 2.05     |
| 5     | Eduardo Alegria       | ESP  | 2.05     |
| 6     | Santiago Becerra Abad | ESP  | 2.05     |

### Stabhochsprung
| Platz | Athlet              | Land | Höhe (m) |
| ----- | ------------------- | ---- | -------- |
| 1     | Jérôme Fréhaut      | FRA  | 5,30     |
| 2     | Cyril Dufosse       | FRA  | 5,25     |
| 3     | Francisco Sánchez   | ESP  | 5,20     |
| 4     | Marc Osenberg       | FRG  | 5,10     |
| 5     | Carlos Tizon Aragon | ESP  | 5,00     |
| 6     | Hartmut Erdle       | FRG  | 4,80     |

### Weitsprung
| Platz | Athlet                 | Land | Weite (m) |
| ----- | ---------------------- | ---- | --------- |
| 1     | Jean Louis Rapnouil    | FRA  | 7,96      |
| 2     | Alexander Bub          | FRG  | 7,71      |
| 3     | Peter Rouhi            | FRG  | 7,70      |
| 4     | Franck Lestage         | FRA  | 7,43      |
| 5     | Ponciano Ramirez Muñoz | ESP  | 7,00      |
| 6     | Jesús Oliván           | ESP  | 5,34      |

### Dreisprung
| Platz | Athlet                 | Land | Weite (m) |
| ----- | ---------------------- | ---- | --------- |
| 1     | Georges Sainte-Rose    | FRA  | 16,40     |
| 2     | Alex Norca             | FRA  | 16,25     |
| 3     | Falk Howe              | FRG  | 15,57     |
| 4     | Michael Toschek        | FRG  | 15,49     |
| 5     | Javier Iglesias Poveda | ESP  | 15,09     |
| 6     | Ignacio Gonzáles       | ESP  | 15,09     |

### Kugelstoßen
| Platz | Athlet            | Land | Weite (m) |
| ----- | ----------------- | ---- | --------- |
| 1     | Oliver Dück       | FRG  | 17,53     |
| 2     | Georges Rouin     | FRA  | 16,90     |
| 3     | Andreas Deuschle  | FRG  | 16,61     |
| 4     | Jean-Claude Retel | FRA  | 16,17     |
| 5     | Antonio Peñalver  | ESP  | 15,20     |
| 6     | Victor Roca       | ESP  | 14,91     |

### Diskuswurf
| Platz | Athlet                | Land | Weite (m) |
| ----- | --------------------- | ---- | --------- |
| 1     | David Martínez Varela | ESP  | 59,20     |
| 2     | Carsten Kufahl        | FRG  | 58,68     |
| 3     | Joachim Tidow         | FRG  | 57,20     |
| 4     | Jean Pons             | FRA  | 54,04     |
| 5     | Éric Le Chanony       | FRA  | 51,16     |
| 6     | Luis Moral Moreno     | ESP  | 43,80     |

### Hammerwurf
| Platz | Athlet              | Land | Weite (m) |
| ----- | ------------------- | ---- | --------- |
| 1     | Frédéric Kuhn       | FRA  | 73,78     |
| 2     | Raphael Piolanti    | FRA  | 72,88     |
| 3     | Claus Dethloff      | FRG  | 71,00     |
| 4     | Stefan Fischer      | FRG  | 66,32     |
| 5     | Pedro Viudes        | ESP  | 59,50     |
| 6     | Roger Molist Casals | ESP  | 55,38     |

### Speerwurf
| Platz | Athlet                | Land | Weite (m) |
| ----- | --------------------- | ---- | --------- |
| 1     | Romuald Colli         | FRA  | 74,14     |
| 2     | Alain Storaci         | FRA  | 71,16     |
| 3     | Andreas Bernecker     | FRG  | 70,70     |
| 4     | Gregor Eberle         | FRG  | 69,80     |
| 5     | Raul Vázquez González | ESP  | 57,90     |
| 6     | Juan Segarra Pont     | ESP  | 55,48     |